# Gare d'Everett
La  gare d'Everett est une gare ferroviaire des États-Unis située dans la ville d'Everett dans l'État de Washington; elle est desservie par Amtrak. C'est une gare avec personnel.

## Histoire
Elle est mise en service en 2002.

## Service des voyageurs

### Desserte
- Lignes d'Amtrak[1] :
  - Le Cascades: Eugene - Vancouver
  - L'Empire Builder: Seattle - Chicago
- Sounder commuter rail :
  - North line